# Wendlandia merrilliana
Wendlandia merrilliana là một loài thực vật có hoa trong họ Thiến thảo. Loài này được Cowan miêu tả khoa học đầu tiên năm 1935.